# حقوق هوایی
حقوق هوایی  رشته‌ای از علم حقوق است که قوانین و قواعد مربوط به عبور و مرور هواپیماها و بهره‌برداری از هوا و همچنین روابط حقوقی و تجاری ناشی از آن‌ها را بررسی می‌کند. قلمرو حقوق هوایی در بسیاری از موارد با حقوق دریایی تداخل پیدا می‌کند و مقرّرات مشابهی در این مورد وجود دارد. همچنین به دلیل ماهیت مسافرت‌های هوایی این رشته معمولاً بخشی از حقوق بین‌الملل به حساب آمده و حقوق بین‌الملل هوایی نیز نامیده می‌شود.
علاوه بر این قواعد و مقررات مربوط به فرودگاه‌ها و مقررات مربوط به حق پرواز و هدایت هواپیما نیز در قلمرو حقوق هوایی قرار می‌گیرد.

## سازمان بین‌المللی هواپیمایی کشوری
سازمان بین‌المللی هواپیمایی که به اختصار ایکائو نامیده می‌شود بر اساس کنوانسیون شیکاگو ایجاد شده و بسیاری از کشورهای دنیا به آن پیوسته‌اند. ایکائو برای یکسان‌سازی مقررات هوانوردی تلاش کرده و یک نهاد تخصصی سازمان ملل به حساب می‌آید.